# Blang Pohroh (Muara Dua)
Blang Pohroh is een bestuurslaag in het regentschap Lhokseumawe van de provincie Atjeh, Indonesië. Blang Pohroh telt 1007 inwoners (volkstelling 2010).